# PTT Pattaya Open 2014
Il PTT Pattaya Open 2014 è stato un torneo femminile di tennis giocato sul cemento. È stata la 23ª edizione del PTT Pattaya Open (formalmente conosciuto come Pattaya Women's Open) che fa parte della categoria International nell'ambito del WTA Tour 2014. Si è giocato al Dusit Thani Hotel di Pattaya in Thailandia dal 25 gennaio al 2 febbraio 2014.

## Partecipanti

### Teste di serie
| Nazionalità | Giocatrice              | Ranking* | Testa di serie |
| ----------- | ----------------------- | -------- | -------------- |
| Germania    | Sabine Lisicki          | 15       | 1              |
| Russia      | Svetlana Kuznecova      | 20       | 2              |
| Romania     | Sorana Cîrstea          | 21       | 3              |
| Russia      | Ekaterina Makarova      | 22       | 4              |
| Russia      | Elena Vesnina           | 28       | 5              |
| Spagna      | Garbiñe Muguruza Blanco | 38       | 6              |
| Stati Uniti | Bethanie Mattek-Sands   | 41       | 7              |
| Cina        | Peng Shuai              | 43       | 8              |

* Ranking al 13 gennaio 2014.

### Altre partecipanti
Giocatrici che hanno ricevuto una Wild card:
- Svetlana Kuznecova
- Nicha Lertpitaksinchai
- Peangtarn Plipuech
- Vera Zvonarëva

Giocatrici passate dalle qualificazioni:

- Ol'ga Savčuk
- Aleksandra Krunić
- Alla Kudrjavceva
- Alexandra Dulgheru

## Campionesse

### Singolare
Ekaterina Makarova ha battuto in finale  Karolína Plíšková con il punteggio 6-3, 7–6(7).
- È il primo titolo stagionale per Ekaterina Makarova il secondo in carriera.

### Doppio
Peng Shuai /  Zhang Shuai hanno battuto in finale  Alla Kudrjavceva /  Anastasija Rodionova con il punteggio di 3-6, 7–6(5), [10-6].